# グッドマジック
グッドマジック（英：Good Magic）は、アメリカ合衆国の競走馬、種牡馬。主な勝ち鞍は2017年のブリーダーズカップ・ジュヴェナイル(GI)、2018年のハスケル招待ステークス(GI)。

## 現役時代
2016年のキーンランド・イヤリング・セールに上場され、100万ドルで落札される。
2017年にデビューし、初戦を2着とすると、2戦目でG1シャンペンステークスに挑戦し、ここでも2着に入る。3戦目はブリーダーズカップ・ジュヴェナイルに出走し、未勝利の身ながら4馬身1/4差で圧勝。この勝利により、同年のエクリプス賞最優秀2歳牡馬に選出された。
2018年初戦のファウンテンオブユースステークスでは3着に敗れたが、ブルーグラスステークスを勝ってクラシック戦線に駒を進める。不良馬場となったケンタッキーダービーでは6番人気に留まったが、この年の三冠を制覇するジャスティファイの2着に入った。またも不良馬場となったプリークネスステークスでは2番人気に推されたが、4着に敗れた。
三冠最終戦のベルモントステークスには出走せず、7月のハスケル招待ステークスで2つ目のGIタイトルを獲得する。しかし、次戦のトラヴァーズステークスでは1番人気に推されながら10頭立ての9着と大敗。約1ヶ月後の9月24日、現役引退・種牡馬入りが発表された。

### 競走成績
以下の内容は、EQUIBASEの情報に基づく。
| 出走日     | 競馬場                 | 競走名                             | 格 | 距離   | 着順 | 騎手           | 着差     | 1着（2着）馬       |
| ---------- | ---------------------- | ---------------------------------- | -- | ------ | ---- | -------------- | -------- | ------------------ |
| 2017.08.26 | サラトガ               | 未勝利                             |    | ダ6.5f | 2着  | J.ヴェラスケス | 1馬身    | Hazit              |
| 0000.10.07 | ベルモント             | シャンペンステークス               | G1 | ダ8f   | 2着  | J.オルティス   | 1/2馬身  | Firenze Fire       |
| 0000.11.04 | デルマー               | ブリーダーズカップ・ジュヴェナイル | G1 | ダ8.5f | 1着  | J.オルティス   | 4馬身1/4 | （Solomini）       |
| 2018.03.03 | ガルフストリームパーク | ファウンテンオブユースステークス   | G2 | ダ8.5f | 3着  | J.オルティス   |          | Promises Fulfilled |
| 0000.04.07 | キーンランド           | ブルーグラスステークス             | G2 | ダ9f   | 1着  | J.オルティス   | 1馬身1/2 | （Flameaway ）     |
| 0000.05.05 | チャーチルダウンズ     | ケンタッキーダービー               | G1 | ダ10f  | 2着  | J.オルティス   | 2馬身1/2 | Justify            |
| 0000.05.19 | ピムリコ               | プリークネスステークス             | G1 | ダ9.5f | 4着  | J.オルティス   |          | Justify            |
| 0000.07.29 | モンマスパーク         | ハスケル招待ステークス             | G1 | ダ9f   | 1着  | J.オルティス   | 3馬身    | （Bravazo）        |
| 0000.08.25 | サラトガ               | トラヴァーズステークス             | G1 | ダ10f  | 9着  | J.オルティス   |          | Catholic Boy       |

## 種牡馬時代
2019年からヒルンデイルファームで種牡馬として供用される。カーリンの後継種牡馬として期待は高く、初年度めの種付け料は3万5000ドルに設定された。

### 主な産駒
太字はG1競走を示す
- 2020年産
  - ブレイジングセブンス（Blazing Sevens） - 2022年シャンペンステークス
  - メイジ（Mage） - 2023年ケンタッキーダービー
  - ミクスト（Mixto） - 2024年パシフィッククラシックステークス
- 2021年産
  - ムース（Muth） - 2023年アメリカンファラオステークス、2024年サンヴィセンテステークス、アーカンソーダービー
  - ドーノック （Dornoch） - 2023年レムゼンステークス、2024年ファウンテンオブユースステークス、ベルモントステークス、ハスケルステークス

## 血統表
| グッドマジックの血統         | グッドマジックの血統                                    | グッドマジックの血統                                    | （血統表の出典）                                        | （血統表の出典） |
| 父系                         | ミスタープロスペクター系                                | ミスタープロスペクター系                                | ミスタープロスペクター系                                | [ § 2 ]          |
| 父 Curlin 2004 栗毛          | 父の父Smart Strike 1992 鹿毛                            | Mr. Prospector                                          | Raise a Native                                          | Raise a Native   |
| 父 Curlin 2004 栗毛          | 父の父Smart Strike 1992 鹿毛                            | Mr. Prospector                                          | Gold Digger                                             |                  |
| 父 Curlin 2004 栗毛          | 父の父Smart Strike 1992 鹿毛                            | Classy 'n Smart                                         | Smarten                                                 | Smarten          |
| 父 Curlin 2004 栗毛          | 父の父Smart Strike 1992 鹿毛                            | Classy 'n Smart                                         | No Class                                                |                  |
| 父 Curlin 2004 栗毛          | 父の母Sherriff's Deputy 1994 鹿毛                       | Deputy Minister                                         | Vice Regent                                             | Vice Regent      |
| 父 Curlin 2004 栗毛          | 父の母Sherriff's Deputy 1994 鹿毛                       | Deputy Minister                                         | Mint Copy                                               |                  |
| 父 Curlin 2004 栗毛          | 父の母Sherriff's Deputy 1994 鹿毛                       | Barbarika                                               | Bates Motel                                             | Bates Motel      |
| 父 Curlin 2004 栗毛          | 父の母Sherriff's Deputy 1994 鹿毛                       | Barbarika                                               | War Exchange                                            |                  |
| 母 Glinda the Good 2009 鹿毛 | 母の父*ハードスパン Hard Spun 2004 鹿毛                 | Danzig                                                  | Northern Dancer                                         | Northern Dancer  |
| 母 Glinda the Good 2009 鹿毛 | 母の父*ハードスパン Hard Spun 2004 鹿毛                 | Danzig                                                  | Pas de Nom                                              |                  |
| 母 Glinda the Good 2009 鹿毛 | 母の父*ハードスパン Hard Spun 2004 鹿毛                 | Turkish Tryst                                           | Turkoman                                                | Turkoman         |
| 母 Glinda the Good 2009 鹿毛 | 母の父*ハードスパン Hard Spun 2004 鹿毛                 | Turkish Tryst                                           | Darbyvail                                               |                  |
| 母 Glinda the Good 2009 鹿毛 | 母の母Magical Flash 1990 栗毛                           | Miswaki                                                 | Mr. Prospector                                          | Mr. Prospector   |
| 母 Glinda the Good 2009 鹿毛 | 母の母Magical Flash 1990 栗毛                           | Miswaki                                                 | Hopespringseternal                                      |                  |
| 母 Glinda the Good 2009 鹿毛 | 母の母Magical Flash 1990 栗毛                           | Gils Magic                                              | Magesterial                                             | Magesterial      |
| 母 Glinda the Good 2009 鹿毛 | 母の母Magical Flash 1990 栗毛                           | Gils Magic                                              | Display Copy                                            |                  |
| 母系(F-No.)                  | 12号族(FN:12-c)                                         | 12号族(FN:12-c)                                         | 12号族(FN:12-c)                                         | [ § 3 ]          |
| 5代内の近親交配              | Mr. Prospector3×4＝18.75%、Northern Dancer4×5×5＝12.50% | Mr. Prospector3×4＝18.75%、Northern Dancer4×5×5＝12.50% | Mr. Prospector3×4＝18.75%、Northern Dancer4×5×5＝12.50% | [ § 4 ]          |
| 出典                         | 1. 2. 3. 4.                                             | 1. 2. 3. 4.                                             | 1. 2. 3. 4.                                             | 1. 2. 3. 4.      |